# شاندورفالوا
شاندورفالوا (به مجاری:  Sándorfalva) یک منطقهٔ مسکونی در مجارستان است که در ناحیه سگد واقع شده‌است. شاندورفالوا ۵۵٫۷۷ کیلومتر مربع مساحت و ۷٬۹۱۸ نفر جمعیت دارد.